# تی-سیستمز
تی-سیستمز (به آلمانی: T-Systems) شرکت فناوری اطلاعات آلمانی است، که در زمینه ارائه خدمات برون‌سپاری، مشاور مدیریت و مشاوره اطلاعاتی فعالیت می‌نماید و از شرکت‌های تابعه دویچه تلکوم محسوب می‌شود.
شرکت تی-سیستمز در سال ۲۰۰۰ در پی خریداری شرکت دبیس سیستم، توسط دویچه تلکوم راه‌اندازی شد و در حال حاضر دارای عملیات در ۲۰ کشور است و خدمات مشاوره فناوری خود را به شرکت‌های بزرگی چون رویال داچ شل، گروه فولکس‌واگن، دایملر آ گ، بی‌پی، ایرباس، فیلیپس، ا.آن، اولد میچوال و ام آ ان عرضه می‌نماید. دفتر مرکزی این شرکت در شهر فرانکفورت، آلمان قرار دارد.